# Dorico

Dorico facilita una notació musical complexa, tal com es veu aquí a les primeres mesures de Chopin's Ballade No. 4

Dorico (/ˈdɒrɪkoʊ/) és una programari d'edició musical desenvolupat per Steinberg per Microsoft Windows i macOS. Llançat el 19 d'octubre de 2016, va ser creat principalment per antics desenvolupadors del producte de la competència Sibelius, que van ser contractats per Steinberg després del tancament de l'oficina d'Avid a Londres el juliol de 2012.
El projecte va ser presentat per primera vegada al blog Making Notes per Daniel Spreadbury el 20 de febrer de 2013. El títol del programa Dorico es va revelar al mateix bloc el 17 de maig de 2016. El nom honora el gravador de música italià del segle XVI Valerio Dorico (1500 - c.1565), que va imprimir les primeres edicions de música sacra de Giovanni Pierluigi da Palestrina i Giovanni Animuccia i va ser pioner en l'ús d'un procés d'impressió d'impressió única desenvolupat per primera vegada a Anglaterra i França.

## Historial de versions

### 3.5.10
Data de llançament: 27 de juliol de 2020
Millores realitzades al mode de reproducció, al mode de configuració, als números de barres, als diagrames d’acords, a la condensació, als mapes d’expressió, als baixos figurats, a les línies, als marcadors, al mesclador, als símbols musicals, als ornaments, al la nota abans d'entrar la seva durada, a les opcions de reproducció, a les plantilles de reproducció, a les tècniques de reproducció, números d'assaig, etiquetes del personal, tablatura, tempo, text i interfície d'usuari.

### 3.5.0
Llançament: 20 de maig de 2020
Pitch abans de la durada en l'entrada de notes; Mapes d’expressió millorats; Editors d'estil de línia; Suport de greus configurat; Condensació per a jugadors de divisió i secció; Filtre de propietats; Canvis manuals de visibilitat del personal; Anul·lacions de la clau i la transposició; Utilitzeu una quadrícula de diagrames d’acords; Talls gràfics; Fer partitures a l'estil de Hollywood; Suport de pentagrames en blanc, etc.

### 3.1.10
Estrena: 25 de febrer de 2020
Actualització modesta amb solucions d'errors majoritàriament.

### 3.0.10
Data de llançament: 7 d'octubre de 2019
Les millores consisteixen principalment en la correcció d’errors, juntament amb millores en la tablatura de la guitarra i el pedalatge de l’arpa.

### 3.0
Estrena: 2 de setembre de 2019
Nova característica de condensació, suport complet per a la notació de guitarra i el pedal de l’arpa, plantilles de reproducció personalitzades, reproducció de veu independent, edició de velocitat i tonalitat, biblioteca de sons corals Soundiron Olympus Choir Micro, funció de comentaris, harmònics, tècniques de joc agrupades i entrada de pentagrama múltiple; millores en els signes d’arpegi, desat automàtic, números de barres, símbols d’acords, claus, dinàmica, digitació, línies de glissando, lletres, repòs de diverses barres, navegació, entrada de notes, ossies, disseny de pàgina, reproducció, mode d’impressió, informació del projecte, personal etiquetes, tempo, text, trills, mapes d'expressió VST, interfície d'usuari, instal·lació i llicències i suport de plataformes.

### 2.2.20
Data de llançament: 23 d'abril de 2019
Les millores consisteixen principalment en la correcció d’errors; tanmateix, es van fer algunes millores a la funció Importació de pistes de tempo i a la notació de l'entrada, com ara la possibilitat de "auditar" acords sencers a mesura que es seleccionen i mantenir seleccions després d'esdeveniments de supressió.

### 2.2.10
Data de llançament: 31 de gener de 2019
Les noves funcions inclouen una pulsació de tecla "invertida" i desar automàticament; petites millores a una àmplia gamma d'àrees com ara línies de barres, dissenys, enregistrament MIDI, descans de diverses barres, impressió i exportació de gràfics.

### 2.2
Data de llançament: 23 de novembre de 2018
Les funcions millorades o afegides inclouen enregistrament MIDI, repetidors, articulacions de jazz, importació/exportació de pistes de tempo, encapçalaments de flux, tacets, trills, claudàtors de personal i un editor per a tots els símbols musicals.

### 2.1
Data de llançament: 10 d'agost de 2018
Reproducció de swing, editor de notes; millores en l'exportació d'àudio, accidentals, línies de barres, símbols d'acords, senyals, etiquetatge divisi, filtres, fluxos, dissenys, reproducció, barres de ritme, etiquetes de personal i vídeo.

### 2.0
Data de llançament: 30 de maig de 2018
Suport per a la composició de vídeo, una gamma d’estils de signatura temporal, automatització MIDI, pentagrames divisi, ossies, pentagrames addicionals per a instruments, barres rítmiques, repeticions de barres, editor de tècniques de reproducció, la inclusió de tipus de lletra de música manuscrita de Petaluma i suport per a NotePerformer. També es van afegir moltes millores de la productivitat i addicions menors.

### 1.2
Data de llançament: 1 de desembre de 2017
Afegit suport per a la digitació i la notació de percussió sense tocar; millores realitzades a la importació de fitxers MIDI i MusicXML, mode de reproducció, mode de gravat, mode d’impressió, articulacions, línies de barres, números de barres, símbols d’acords, claus, dinàmiques, filtres, fluxos, línies de glissando, canvis d’instruments, recolzaments de diverses barres, capçals, nota entrada, adorns, disseny de pàgines, línies de pedals, tècniques de joc, marques d’assaig, agrupació de descans, escalat, insultes, etiquetes del personal, tija, text del tempo, corbates, signatures temporals, tuplets, interfície d’usuari, rendiment i localització.

### 1.1.10
Data de llançament: agost de 2017
Es van afegir exemples de projectes; millores realitzades en símbols d’acords, dinàmiques, fluxos, importació de fitxers MIDI, línies de pedals, reproducció, finals repetitius, tempo i espaiat vertical.

### 1.1
Data de llançament: juny de 2017
Les novetats inclouen símbols d’acords, compatibilitat amb dispositius de sortida MIDI, ortografia harmònica durant l'entrada de pas MIDI, línies de pedals de piano, finals repetitius, filtres, llançaments, fonts afegides, importació MusicXML, fitxes, resolució de problemes; millores realitzades en l'edició en mode d'escriptura, mode de reproducció, mode de gravat, fluxos, importació MIDI, ordres de tecles, espaiat de notes d'edició, accidentals, signes d'arpegi, línies de barres, feixos, claudàtors i claus, claus, copiar i enganxar, dinàmiques, tipus de lletra, tipus de lletra estils, canvis d’instruments, signatures de tecles, lletres, navegació, introducció de notes, espaiat de notes, diàlegs d’opcions, adorns, disseny de pàgina, reproducció, tècniques de reproducció, descansos, seleccions, insultes, etiquetes del personal, pentagrames, text, signatures temporals, tuplets, veus, interfície d'usuari, rendiment i instal·lació.

### 1.0.30
Data de llançament: febrer de 2017
Les funcions noves inclouen la còpia de seguretat automàtica, la pestanya Tutorials i el botó Vídeos; millores realitzades a accidentals, números de barres, línies de barres, claudàtors, claus, color, dinàmiques, finestra del concentrador, instruments, lletres, reproductors, popovers, impressió, informació del projecte, silencis, tempo, text i tremolos.

### 1.0.20
Data de llançament: desembre de 2016
S'ha afegit suport per a signes d'arpegi i fonts de música compatibles amb SMuFL; millores realitzades en claudàtors, claus, lletres, entrada de notes, notes, adorns, disseny de pàgina, reproducció, preferències, silencis, plantilles, tempo i vistes.

### 1.0.10
Data de llançament: novembre de 2016
S'ha afegit suport per a la transposició, l'espaiat del personal i els mapes d'expressió VST; millores realitzades en articulacions, claudàtors i claus, signatures de claus i accidentals, llicències, lletres, entrada i edició de notes, disseny de pàgines, reproducció, seleccions, signatures temporals, tuplets i veus.

### 1.0.0
Data de llançament: 19 d'octubre de 2016
Versió inicial.